# Gontxarovka
Gontxarovka (en rus: Гончаровка) és un poble del krai de Primórie, a l'Extrem Orient de Rússia, que en el cens del 2010 tenia 262 habitants.